# ヨハン・グリューバー

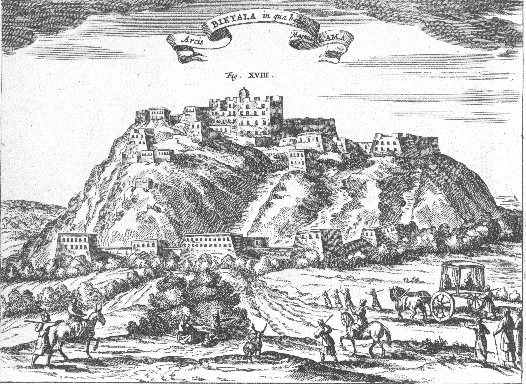
グリューバーによるポタラ宮のスケッチ。ダライ・ラマ5世没後に建てられた9層の赤い宮殿は描かれていない。

ヨハン・グリューバー（1621年/1623年10月28日 - 1680年9月30日）は、オーストリア出身のイエズス会士。ベルギー出身のイエズス会士アルベール・ドルヴィーユとともに、初めてラサに到達したヨーロッパの人間として知られる。日本語ではグリューベルとも表記される。

## 生涯
1621年/23年にオーストリアのリンツで誕生する。成長したグリューバーはイエズス会の神学校に入り、数学を学んだ。
1656年より中国への伝道の旅をはじめ、ヴェネツィアを出航してアナトリア半島のスミルナ（イズミル）に寄港した。スミルナで自分を伝道の旅に招いたディステルと合流し、陸路を通ってホルムズに至る。ホルムズから再び船に搭乗し、インドのスーラトを経て1658年7月末にマカオに到着した。
グリューバーは北京の清の宮廷を訪れ、数学者として順治帝の下で欽天監正（天文台長官）を務めていたアダム・シャールの活動に参加した。
順治帝の死後、イエズス会内部ではシャールに対する批判が高まり、グリューバーもシャールと対立するグループに加わった。ローマの決定を必要とする紛争が起こり、グリューバーはローマにシャールへの告訴状を届ける任務を受けた。しかし、オランダ船によってマカオを出航するポルトガル船が攻撃され、また中国の港が封鎖されていたために海路を経てヨーロッパに戻ることは極めて困難な状況にあった。こうしてグリューバーはドルヴィーユとともに陸路でインドに向かうことになった。
1661年4月13日に二人は北京を発ち、5月に西安、6月末に西寧を訪れる。西寧ではこれからの長旅に備えた準備を行い、2週間町に滞在した。青海湖（ココ・ノール）、ツァイダム盆地を通過して、10月8日にダライ・ラマ5世在位中のラサに到着した。グリューバーはチベット滞在中に現地の記録を残したが、彼は敬虔なキリスト教徒であったため、チベットの宗教的慣習についての記述は偏見を含んだものになった。チベット仏教について「本質的な点において、多くの点でカトリックと符合する」と説明し、ダライ・ラマ5世について「自分の崇拝を拒否する者を死刑に下す、悪魔のような人物」と述べた。グリューバーたちはチベット語を話すことができなかったため、チベット人たちと深い交流を持つことはできなかった。
およそ2か月ラサに滞在した後、11月末に二人はラサを出発し、シガツェを経由してネパールのカトマンズを訪れる。この地を治めるマッラ王朝の王から歓迎を受け、パタンでの布教活動を認められた。パタンから南に進み、パトナ、ベナレスを通過して1662年3月にアーグラに辿り着くが、この地でドルヴィーユが亡くなる。サンスクリット学者のハインリッヒ・ロートとともにグリューバーは陸路でイランを経由してスミルナに戻り、海路を取って1664年2月にローマに帰国した。グリューバーはロシアを経由して再び中国に渡ろうと試みたが、イスタンブールで病に罹って旅行を断念する。
帰国後、グリューバーはオーストリアの従軍神父となり、トランシルヴァニアで勤務した。1669年にオーストリアに帰国、以降の動向には不明な点が多い。
1667年にアタナシウス・キルヒャーによって『中国実体験記』としてグリューバーらの手記とスケッチが出版され、ヨーロッパにダライ・ラマ、ポタラ宮の情報が初めて伝えられる。グリューバーはキルヒャーの報告にいくらかの不満があり、1670年にフランス語訳版が出版された際に、巻末で問答集の形式をとって内容の訂正を試みている。
1680年9月30日にグリューバーはハンガリーのシャーロシュパタクで没した。